# București Nord
București Nord (z rum. Bukareszt Północny) – główna stacja kolejowa Bukaresztu i największy dworzec kolejowy w Rumunii. Obsługiwany jest przez krajowe linie CFR Călători, a także innych przewoźników. Większa część pociągów zmierzających do lub z Bukaresztu rozpoczyna bądź kończy bieg na Gara de Nord. Dawniej dworzec nazywał się Gara Târgoviștei (od sąsiedniej ulicy Calea Târgoviștei, obecnie nazwanej Calea Griviței).
Na stację można dotrzeć metrem, tramwajami oraz autobusami.

## Stacja metra
Gara de Nord to również stacja bukareszteńskiego metra. Zatrzymują się na niej linie M1 i M4.
| Poprzednia stacja |  | Linia |  | Następna stacja |
| ----------------- |  | ----- |  | --------------- |
| Basarab           |  | M1    |  | Piața Victoriei |
| –                 |  | M4    |  | Basarab         |